# サン・ラッザロ・ディ・サーヴェナ
サン・ラッザロ・ディ・サーヴェナ（伊: San Lazzaro di Savena）は、イタリア共和国エミリア＝ロマーニャ州ボローニャ県にある、人口約33,000人の基礎自治体（コムーネ）。

## 地理

### 位置・広がり

#### 隣接コムーネ
隣接するコムーネは以下の通り。
- ボローニャ
- カステナーゾ
- オッツァーノ・デッレミーリア
- ピアノーロ

### 気候分類・地震分類
サン・ラッザロ・ディ・サーヴェナにおけるイタリアの気候分類 (it) および度日は、zona E, 2210 GGである。
また、イタリアの地震リスク階級 (it) では、zona 3 (sismicità bassa) に分類される。

## 行政

### 分離集落
サン・ラッザロ・ディ・サーヴェナには、以下の分離集落（フラツィオーネ）がある。
- Borgatella, Caselle, Villaggio Martino, Cicogna, Castel de' Britti, Idice, Colunga, Campana, Mura San Carlo, Paleotto (Trappolone), Ponticella, Croara, Pulce, Farneto

## 人物

### 著名な出身者
- アルベルト・トンバ - アルペンスキー選手